# Vinařice (okres Beroun)
Vinařice jsou obec v okrese Beroun ve Středočeském kraji. Leží asi devět kilometrů jižně od Berouna. Žije zde 105 obyvatel.

## Historie
První písemná zmínka o Vinařicích pochází ze zakládací listiny Vyšehradského kostela a panství z roku 1088.

## Obyvatelstvo
| Rok            | 1869 | 1880 | 1890 | 1900 | 1910 | 1921 | 1930 | 1950 | 1961 | 1970 | 1980 | 1991 | 2001 | 2011 | 2021 |
| -------------- | ---- | ---- | ---- | ---- | ---- | ---- | ---- | ---- | ---- | ---- | ---- | ---- | ---- | ---- | ---- |
| Počet obyvatel | 278  | 272  | 272  | 274  | 248  | 236  | 228  | 167  | 162  | 151  | 114  | 79   | 87   | 90   | 118  |
| Počet domů     | 38   | 38   | 41   | 41   | 42   | 43   | 50   | 51   | 44   | 42   | 34   | 40   | 43   | 47   | 50   |

## Obecní správa

### Územněsprávní začlenění
Dějiny územněsprávního začleňování zahrnují období od roku 1850 do současnosti. V chronologickém přehledu je uvedena územně administrativní příslušnost obce v roce, kdy ke změně došlo:
- 1850 země česká, kraj Praha, politický okres Smíchov, soudní okres Beroun[7]
- 1855 země česká, kraj Praha, soudní okres Beroun
- 1868 země česká, politický okres Hořovice, soudní okres Beroun
- 1936 země česká, politický i soudní okres Beroun[8]
- 1939 země česká, Oberlandrat Kolín, politický i soudní okres Beroun[9]
- 1942 země česká, Oberlandrat Praha, politický i soudní okres Beroun[10]
- 1945 země česká, správní i soudní okres Beroun[11]
- 1949 Pražský kraj, okres Beroun[12]
- 1960 Středočeský kraj, okres Beroun
- k 1. lednu 1980 Středočeský kraj, okres Beroun, obec Suchomasty[13]
- k 24. listopadu 1990 Středočeský kraj, okres Beroun[13]
- 2003 Středočeský kraj, okres Beroun, obec s rozšířenou působností Beroun

### Obecní symboly
Znak a vlajka byly obci uděleny rozhodnutím předsedkyně Poslanecké sněmovny Parlamentu České republiky dne 13. května 2022.

## Pamětihodnosti
- Archeologické naleziště na vrchu Bacín
- Barokní kaplička Svaté Trojice z roku 1841
- Roubenka

## Doprava
Dopravní síť
- Pozemní komunikace – Do obce vede silnice III. třídy.

- Železnice – Železniční trať ani stanice na území obce nejsou.

Veřejná doprava 2014
- Autobusová doprava – V obci měla zastávku autobusová linka Beroun-Suchomasty-Libomyšl (v pracovních dnech 3 spoje) (dopravce ARRIVA STŘEDNÍ ČECHY s.r.o.). O víkendu byla obec bez dopravní obsluhy.

## Galerie

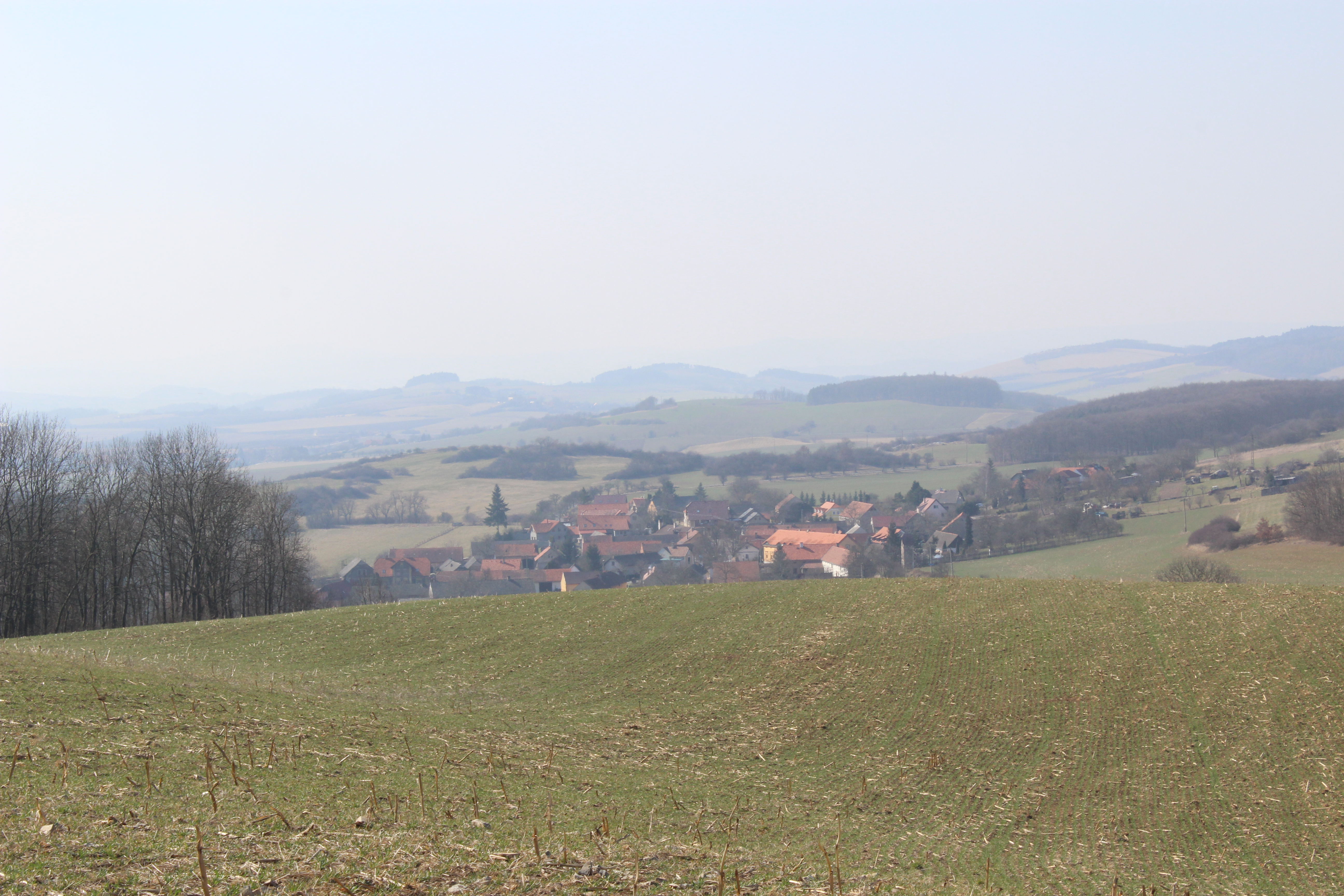
Vinařice od Šamoru
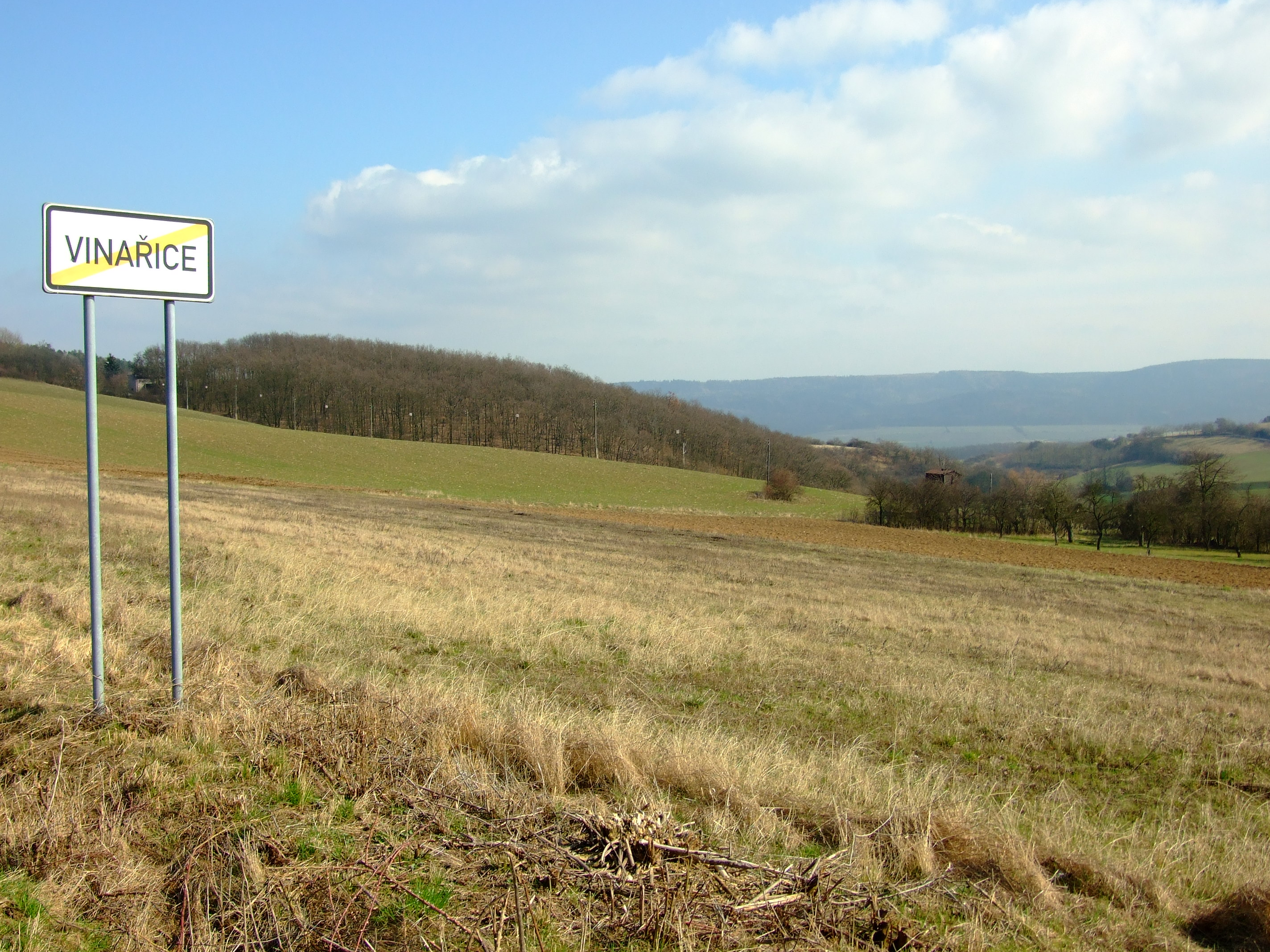
Krajina za koncem obce
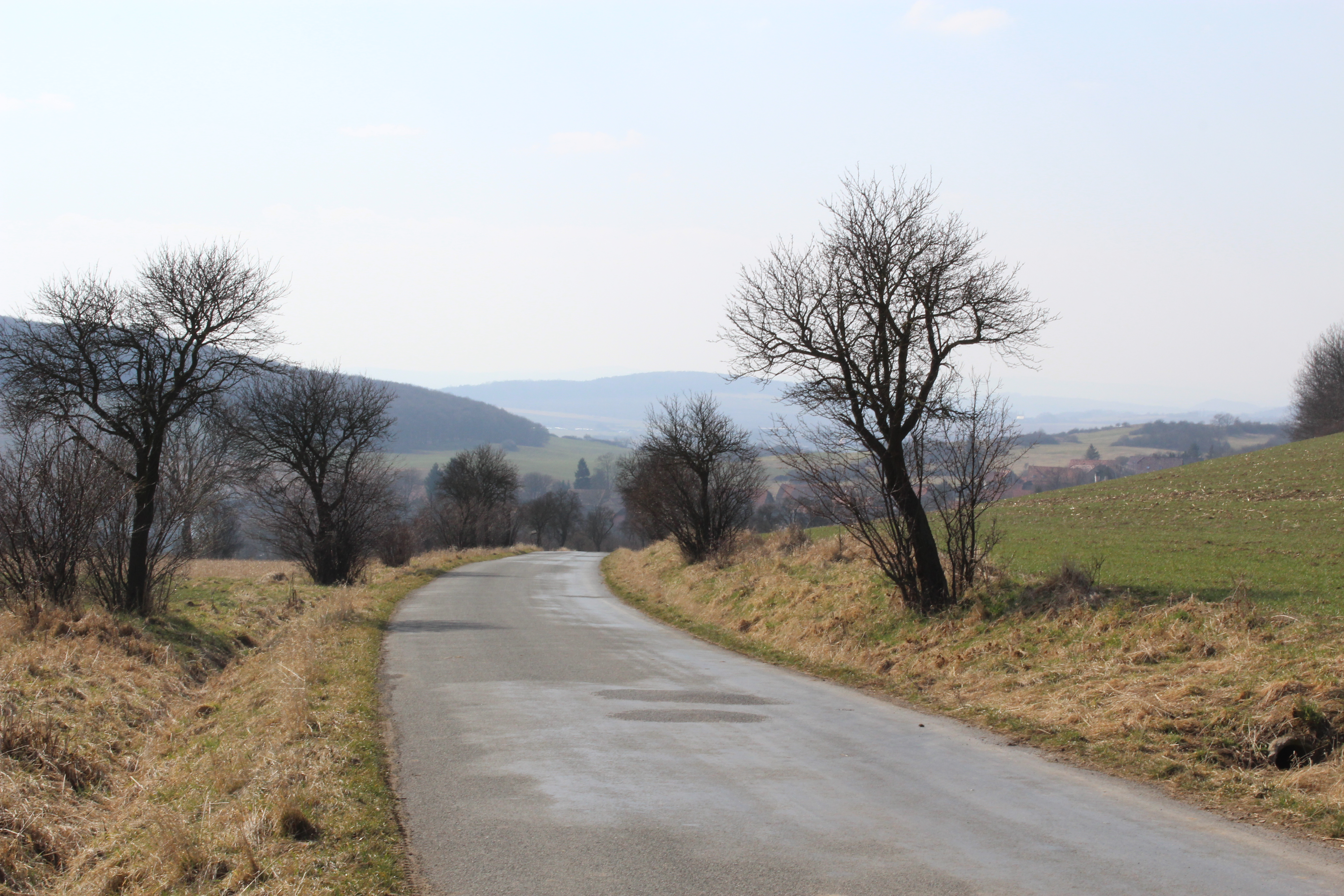
Silnice k Vinařicím od Bacínu
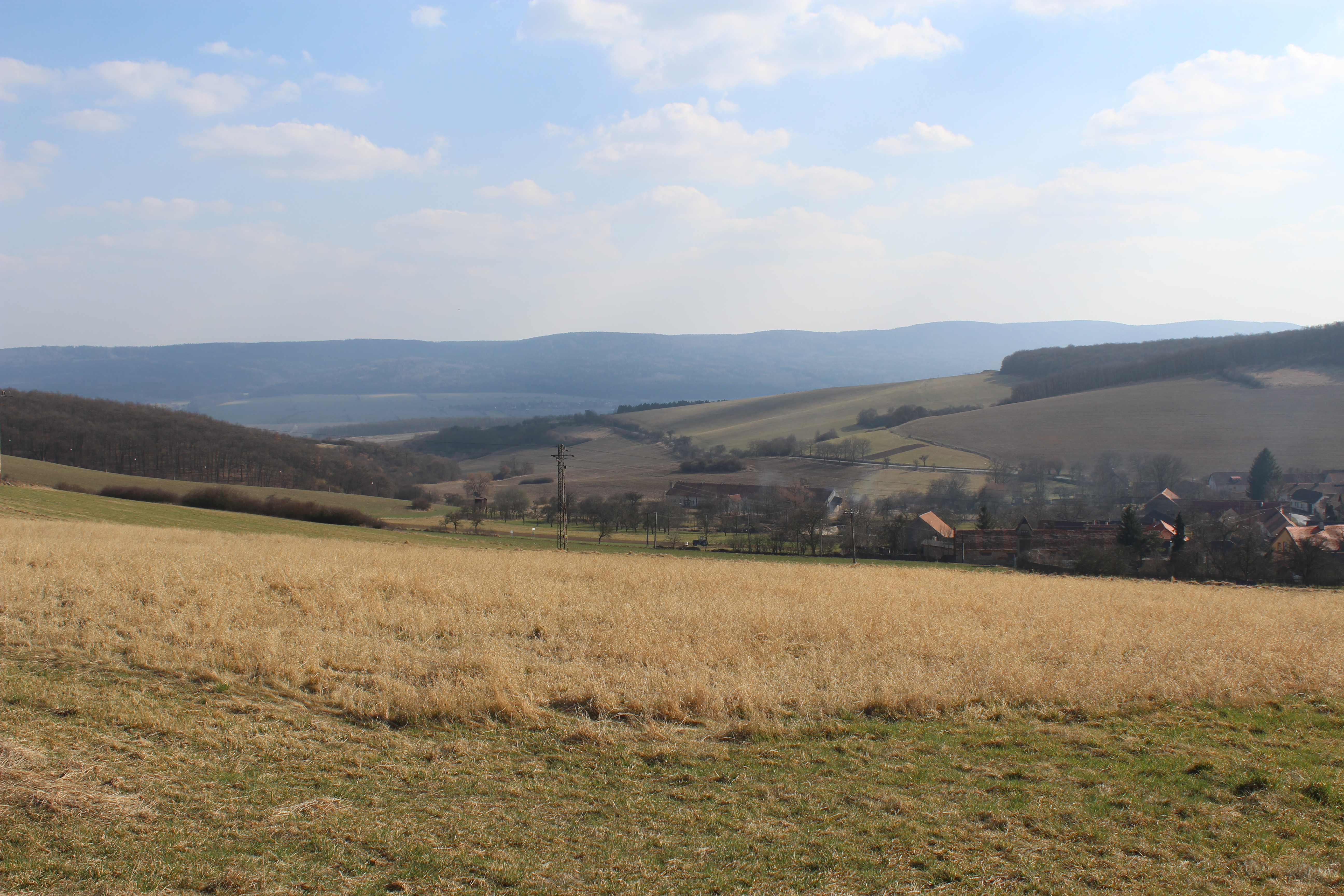
Pohled od Bacínu na Vinařice
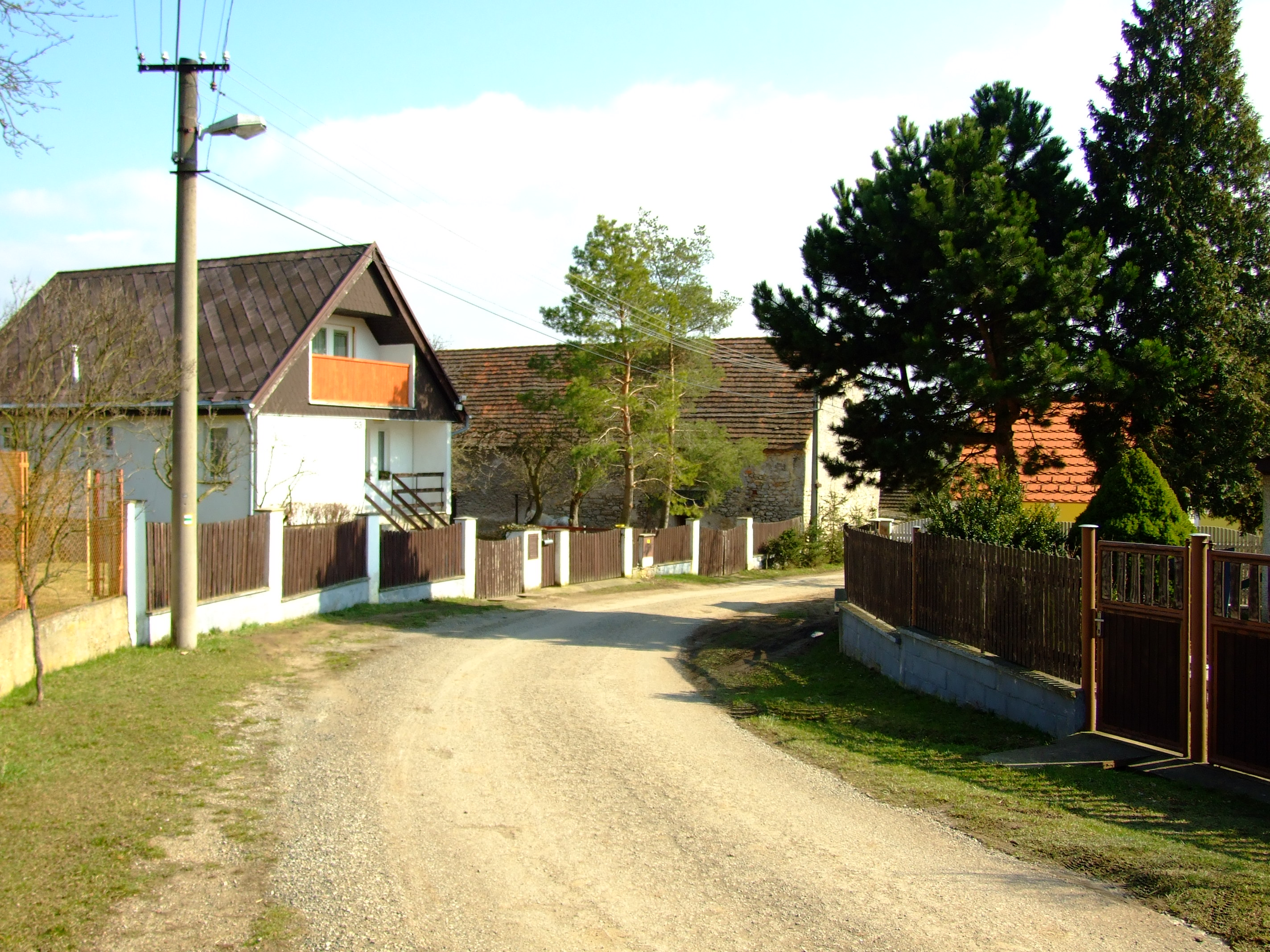
Cesta obcí
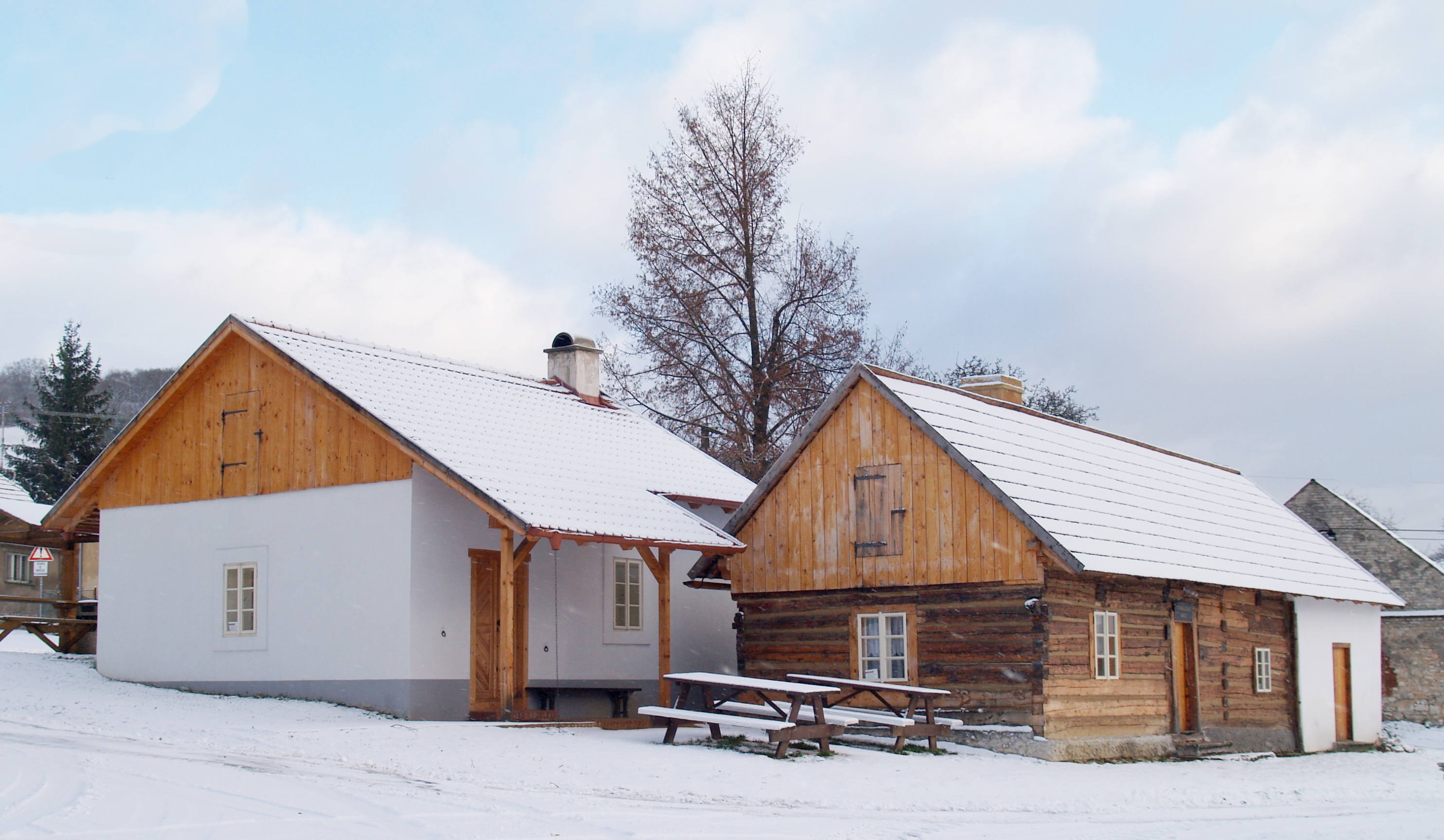
Roubenka
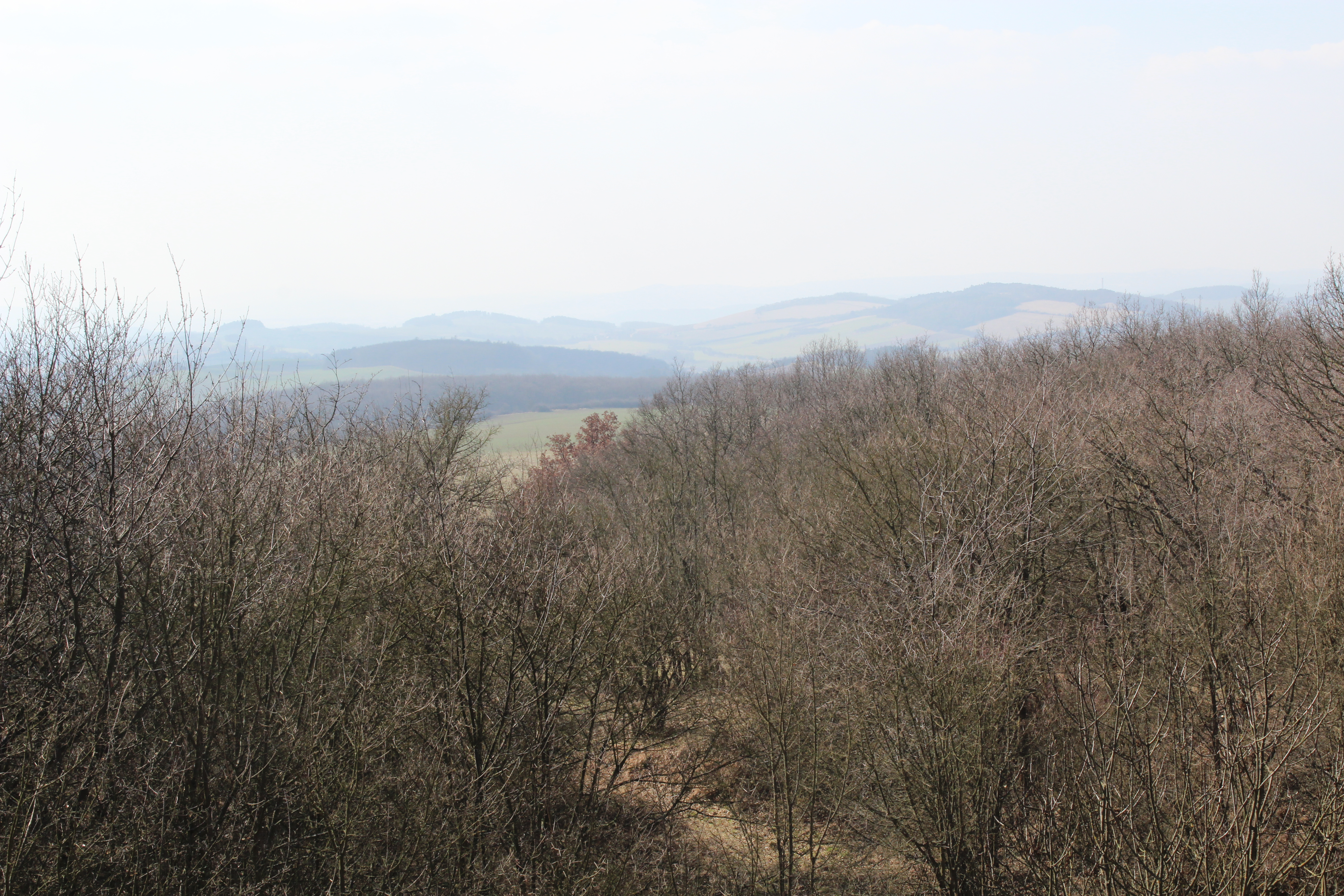
Bacín u bývalého kamenolomu
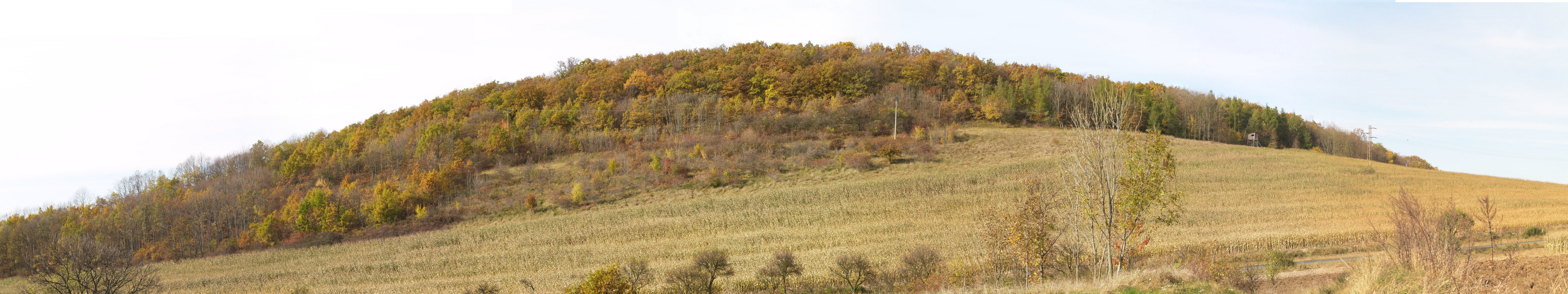
Bacín z jihu